# 迪恩怪兽
迪恩怪物，也称犴猪（moose-pig），是一种生存或曾经生存于英国格洛斯特郡迪恩森林的神秘生物。 据说它像一只野猪（Sus scrofa），但尺寸却大很多。 1802年，受够骚扰的来自巴尔肯德农村的农民决心捕获并杀死这个大到足以弄断树木、破坏篱笆和栅栏的生物，但是一无所获。 也就是那时，野熊在不列颠灭绝了。

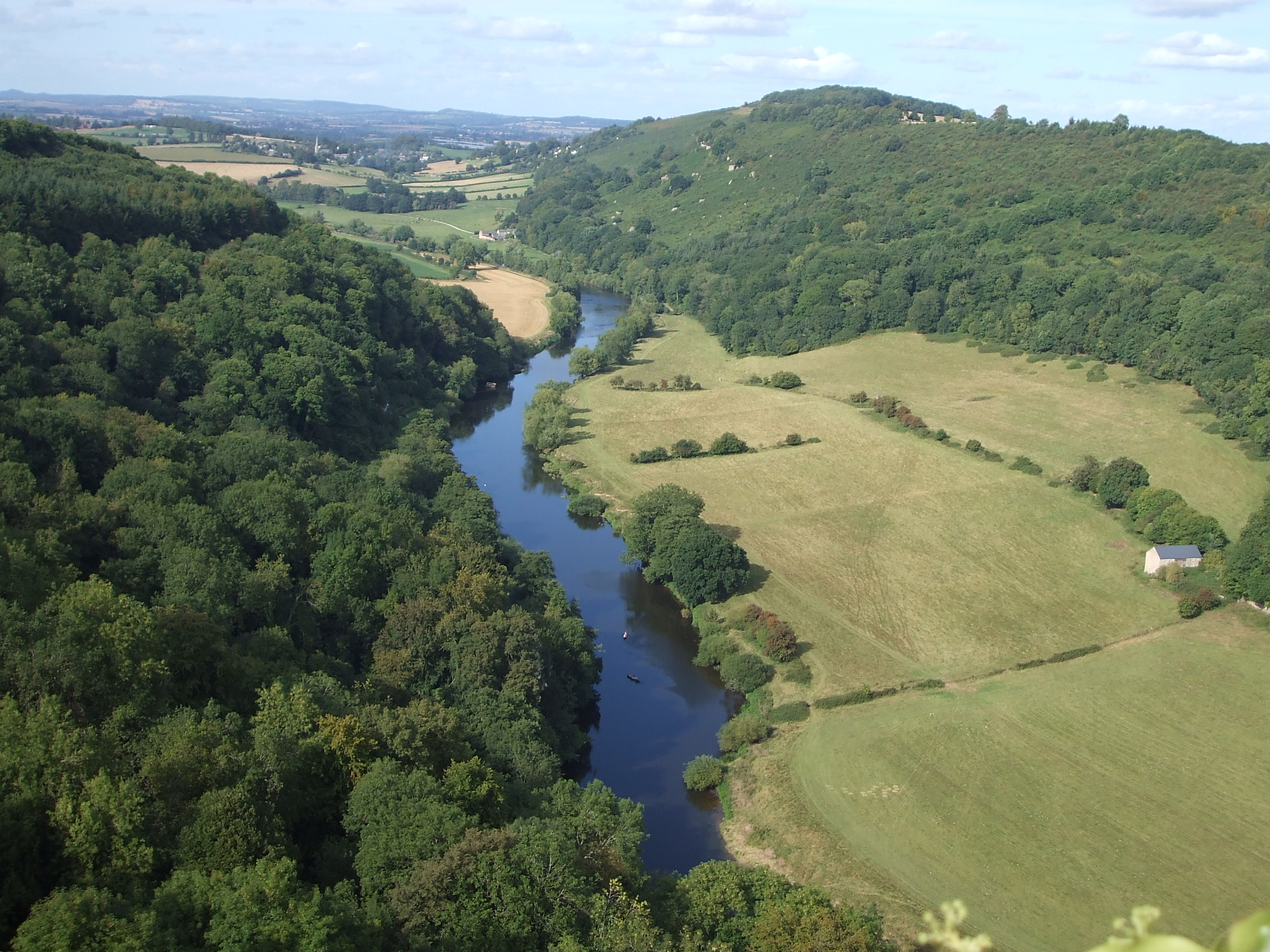
迪恩森林

## 流行文化
在科幻电视剧《远古入侵》中，迪恩怪物变成一只通过虫洞从二叠纪来到现代的丽齿兽。